# مانفريد زيلونكا
مانفريد زيلونكا (بالألمانية: Manfred Zielonka)‏ (مواليد 24 يناير 1960) هو ملاكم ألماني، مثّل بلاده في الألعاب الأولمبية الصيفية 1984.

## روابط خارجية
مانفريد زيلونكا على موقع أوليمبيديا (الإنجليزية)